# 슈퍼 앱 코리아
《슈퍼 앱 코리아》는 OGN에서 2011년 8월 11일부터 2011년 9월 29일까지 방송되었던 TV 프로그램이다. 스마트폰 앱 개발 인재를 뽑는 프로그램이다. 우승자는 4000만원의 상금을 받는다. 우승 팀 포함 입상 팀들은 자신들이 개발한 앱들이 투자와 창업으로 이어질 수 있도록 1년 간 지원받게 된다.

## 입상
| 결과 | 이름   | 팀           | 앱                       |
| ---- | ------ | ------------ | ------------------------ |
| 우승 | 김대웅 | 베케이션     | 택시왕, 폭풍맞고         |
| 우승 | 김선일 | 베케이션     | 택시왕, 폭풍맞고         |
| 우승 | 성경호 | 베케이션     | 택시왕, 폭풍맞고         |
| 우승 | 이현승 | 베케이션     | 택시왕, 폭풍맞고         |
| 우승 | 이현진 | 베케이션     | 택시왕, 폭풍맞고         |
| 우수 | 김근형 | 최종병기부활 | 러닝웨이브, 웃고자빠졌네 |
| 우수 | 김창엽 | 최종병기부활 | 러닝웨이브, 웃고자빠졌네 |
| 우수 | 노영수 | 최종병기부활 | 러닝웨이브, 웃고자빠졌네 |
| 우수 | 지원제 | 최종병기부활 | 러닝웨이브, 웃고자빠졌네 |
| 우수 | 허재욱 | 최종병기부활 | 러닝웨이브, 웃고자빠졌네 |